# 海宁救熄会旧址
海宁救熄会旧址位于中国江苏省无锡市梁溪区古运河东岸、南下塘263号，为民国初年当地居民合议所置的消防救火组织旧址，其中原置有消防器械抬龙和揿龙各一，已不存。旧址为面阔一间的两层建筑一栋，以清水砖墙砌筑，门楣有“南区第三段海宁救熄会”会名，檐下存旧时救熄会的塑雕标志。